# Jószéf ben Izsák Kimhi
Jószéf ben Izsák Kimhi (héberül: יוסף קמחי), rövidítve Rikam (héberül: רי״קם), (Hispania, 1105 körül – Narbonne, 1170 körül) középkori franciaországi zsidó hittudós, nyelvész, költő.
Széfer Ha-Zikkárón című nyelvtani művében – melyet módszeres és könnyű előadás, áttekinthető szerkezet jellemez – megkülönböztet a zsidó irodalomban először öt hosszú és öt rövid magánhangzót. Másik grammatikája, a Széfer Hagáluj Menáhem ben Szaruk szótárával kapcsolatos kritikai észrevételeit fogalmazta meg, de bírálta Jákób ben Meir (Tam) nézeteit is. Több bibliai kommentárja, vallásos költeménye és fordításai is léteznek, illetve írt keresztényellenes polemikus művet Széfer Haberit címmel. Héber nyelvre fordította Bahja ibn Pakuda Vezető a szív kötelességeihez és a lélek feladataihoz című arab nyelven írott művét, azonban nem az ő fordítása, hanem Mózes ibn Tibboné terjedt el a zsidóság körében.
Két fia, Mózes ben József Kimhi és Dávid ben József Kimhi ugyancsak jelentős irodalmi tevékenységet fejtettek ki.